# Numero di Sierpiński
In matematica, un numero di Sierpiński è un numero intero positivo dispari k tale che tutti gli interi della forma {\displaystyle k\cdot 2^{n}+1} sono composti per ogni numero naturale n.
In altre parole, quando k è un numero di Sierpiński, tutti gli elementi di questo insieme sono composti:
{\displaystyle \left\{\,k2^{n}+1:n\in \mathbb {N} \,\right\}}
Nel 1960 Wacław Sierpiński dimostrò che esiste un numero infinito di interi dispari che, usati al posto di k, non producono numeri primi.
I numeri di Sierpiński attualmente conosciuti sono:
78557, 271129, 271577, 322523, 327739, 482719, 575041, 603713, 903983, 934909, 965431, ….

## Problema di Sierpiński
Il problema di Sierpiński chiede: "Qual è il più piccolo numero di Sierpiński?" 
Nel 1962, John Selfridge congetturò che 78557 fosse la risposta al problema. Selfridge dimostrò che per k = 78557 nessuno dei numeri prodotti dall'equazione è primo. In altre parole, Selfridge dimostrò che 78557 è un numero di Sierpiński. 78557 ha i fattori 17 e 4621.
Per dimostrare che 78557 è veramente il più piccolo numero di Sierpiński, è necessario mostrare che tutti i numeri dispari minori di 78557 non lo sono. Fino al 2000, ciò era stato dimostrato per tutti i numeri eccetto diciassette. 
A novembre 2016, sono rimasti solo cinque candidati:
{\displaystyle k=21181,22699,24737,55459,67607}
che ancora non sono stati eliminati dalla lista dei possibili numeri di Sierpiński.  
Seventeen or Bust, insieme a PrimeGrid, è un progetto di calcolo distribuito che sta testando tutti questi rimanenti numeri. Se il progetto trova un numero primo nella forma k2n+1 per ciascuno dei restanti k, il problema di Sierpiński sarà risolto e la congettura di Selfridge dimostrata come teorema. 
Siccome il secondo numero dimostrato come numero di Sierpiński è 271129, i valori ignoti di k fra 78557 e 271129 sono:
{\displaystyle 79309,79817,91549,99739,131179,152267,156511,163187,168451,193997,}
{\displaystyle 200749,202705,209611,222113,225931,227723,229673,237019,238411}
Analogamente alla ricerca sui numeri di Sierpiński esiste la ricerca sui Numeri di Riesel che sono della forma k2n − 1.